# Atletiek op de Olympische Zomerspelen 1996

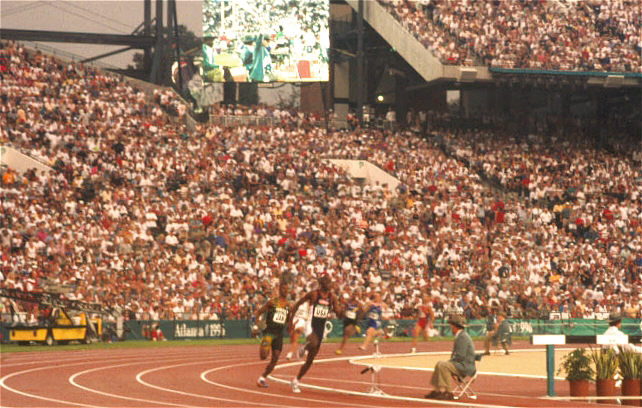
4 × 400 m estafette tijdens de Olympische Spelen van 1996

Atletiek is een van de sporten die beoefend werden tijdens de Olympische Zomerspelen 1996 in Atlanta.

## Mannen

### 100 m
| rang   | sporter(s)         | land | tijd    |
| ------ | ------------------ | ---- | ------- |
| Goud   | Donovan Bailey     | CAN  | WR 9,84 |
| Zilver | Frankie Fredericks | NAM  | 9,89    |
| Brons  | Ato Boldon         | TRI  | 9,90    |
| 4      | Dennis Mitchell    | USA  | 9,99    |
| 5      | Mike Marsh         | USA  | 10,00   |
| 6      | Davidson Ezinwa    | NGR  | 10,14   |
| 7      | Michael Green      | JAM  | 10,16   |
|        | Linford Christie   | GBR  | DQ      |

### 200 m
| rang   | sporter(s)         | land | tijd     |
| ------ | ------------------ | ---- | -------- |
| Goud   | Michael Johnson    | USA  | WR 19,32 |
| Zilver | Frankie Fredericks | NAM  | 19,68    |
| Brons  | Ato Boldon         | TRI  | 19,80    |
| 4      | Obadele Thompson   | BAR  | 20,14    |
| 5      | Jeff Williams      | USA  | 20,17    |
| 6      | Iván García        | CUB  | 20,21    |
| 7      | Patrick Stevens    | BEL  | 20,27    |
| 8      | Mike Marsh         | USA  | 20,48    |

### 400 m
| rang   | sporter(s)      | land | tijd     |
| ------ | --------------- | ---- | -------- |
| Goud   | Michael Johnson | USA  | OR 43,49 |
| Zilver | Roger Black     | GBR  | 44,41    |
| Brons  | Davis Kamoga    | UGA  | 44,53    |
| 4      | Alvin Harrison  | USA  | 44,62    |
| 5      | Iwan Thomas     | GBR  | 44,70    |
| 6      | Robert Martin   | JAM  | 44,83    |
| 7      | Davian Clarke   | JAM  | 44,99    |
|        | Ibrahim Ismail  | QAT  | DNF      |

### 800 m
| rang   | sporter(s)       | land | tijd       |
| ------ | ---------------- | ---- | ---------- |
| Goud   | Vebjørn Rodal    | NOR  | OR 1.42,58 |
| Zilver | Hezekiél Sepeng  | RSA  | 1.42,74    |
| Brons  | Fred Onyancha    | KEN  | 1.42,79    |
| 4      | Norberto Téllez  | CUB  | 1.42,85    |
| 5      | Nico Motchebon   | GER  | 1.43,91    |
| 6      | David Kiptoo     | KEN  | 1.44,19    |
| 7      | Johnny Gray      | USA  | 1.44,21    |
| 8      | Benyounes Lahlou | MAR  | 1.45,52    |

### 1500 m
| rang   | sporter(s)         | land | tijd    |
| ------ | ------------------ | ---- | ------- |
| Goud   | Noureddine Morceli | ALG  | 3.35,78 |
| Zilver | Fermín Cacho       | ESP  | 3.36,40 |
| Brons  | Stephen Kipkorir   | KEN  | 3.36,72 |
| 4      | Laban Rotich       | KEN  | 3.37,39 |
| 5      | William Tanui      | KEN  | 3.37,42 |
| 6      | Abdi Bile          | SOM  | 3.38,03 |
| 7      | Marko Koers        | NED  | 3.38,18 |
| 8      | Ali Hakimi         | TUN  | 3.38,19 |

### 5000 m
| rang   | sporter(s)        | land | tijd     |
| ------ | ----------------- | ---- | -------- |
| Goud   | Vénuste Niyongabo | BDI  | 13.07,96 |
| Zilver | Paul Bitok        | KEN  | 13.08,16 |
| Brons  | Khalid Boulami    | MAR  | 13.08,37 |
| 4      | Dieter Baumann    | GER  | 13.08,81 |
| 5      | Tom Nyariki       | KEN  | 13.12,29 |
| 6      | Bob Kennedy       | USA  | 13.12,35 |
| 7      | Enrique Molina    | ESP  | 13.12,91 |
| 8      | Brahim Lahlafi    | MAR  | 13.13,26 |

### 10.000 m
| rang   | sporter(s)          | land | tijd        |
| ------ | ------------------- | ---- | ----------- |
| Goud   | Haile Gebrselassie  | ETH  | OR 27.07,34 |
| Zilver | Paul Tergat         | KEN  | 27.08,17    |
| Brons  | Salah Hissou        | MAR  | 27.28,59    |
| 4      | Aloys Nizigama      | BDI  | 27.33,79    |
| 5      | Josphat Machuka     | KEN  | 27.35,08    |
| 6      | Paul Koech          | KEN  | 27.35,19    |
| 7      | Khalid Skah         | MAR  | 27.46,98    |
| 8      | Mathias Ntawulikura | RWA  | 27.50,73    |

### marathon
| rang   | sporter(s)       | land | tijd    |
| ------ | ---------------- | ---- | ------- |
| Goud   | Josia Thugwane   | RSA  | 2:12.36 |
| Zilver | Lee Bong-ju      | KOR  | 2:12.39 |
| Brons  | Erick Wainaina   | KEN  | 2:12.44 |
| 4      | Martín Fiz       | ESP  | 2:13.20 |
| 5      | Richard Nerurkar | GBR  | 2:13.39 |
| 6      | Germán Silva     | MEX  | 2:14.29 |
| 7      | Steve Moneghetti | AUS  | 2:14.35 |
| 8      | Benjamin Paredes | MEX  | 2:14.55 |

### 110 m horden
| rang   | sporter(s)          | land | tijd     |
| ------ | ------------------- | ---- | -------- |
| Goud   | Allen Johnson       | USA  | OR 12,95 |
| Zilver | Mark Crear          | USA  | 13,09    |
| Brons  | Florian Schwarthoff | GER  | 13,17    |
| 4      | Colin Jackson       | GBR  | 13,19    |
| 5      | Emilio Valle        | CUB  | 13,20    |
| 6      | Eugene Swift        | USA  | 13,23    |
| 7      | Kyle Van der Kuyp   | AUS  | 13,40    |
| 8      | Erick Batte         | CUB  | 13,43    |

### 400 m horden
| rang   | sporter(s)         | land | tijd  |
| ------ | ------------------ | ---- | ----- |
| Goud   | Derrick Adkins     | USA  | 47,54 |
| Zilver | Samuel Matete      | ZAM  | 47,78 |
| Brons  | Calvin Davis       | USA  | 47,96 |
| 4      | Sven Nylander      | SWE  | 47,98 |
| 5      | Rohan Robinson     | AUS  | 48,30 |
| 6      | Fabrizio Mori      | ITA  | 48,41 |
| 7      | Everson Teixeira   | BRA  | 48,57 |
| 8      | Eronilde de Araújo | BRA  | 48,78 |

### 3000 m steeple chase
| rang   | sporter(s)              | land | tijd    |
| ------ | ----------------------- | ---- | ------- |
| Goud   | Joseph Keter            | KEN  | 8.07,12 |
| Zilver | Moses Kiptanui          | KEN  | 8.08,33 |
| Brons  | Alessandro Lambruschini | ITA  | 8.11,28 |
| 4      | Matthew Birir           | KEN  | 8.17,18 |
| 5      | Mark Croghan            | USA  | 8.17,84 |
| 6      | Steffen Brand           | GER  | 8.18,52 |
| 7      | Brahim Boulami          | MAR  | 8.23,13 |
| 8      | Jim Svenøy              | NOR  | 8.23,39 |

### 4 × 100 m estafette
| rang   | sporter(s)                                                     | land | tijd  |
| ------ | -------------------------------------------------------------- | ---- | ----- |
| Goud   | Robert Esmie Glenroy Gilbert Bruny Surin Donovan Bailey        | CAN  | 37,69 |
| Zilver | Jon Drummond Tim Harden Mike Marsh Dennis Mitchell             | USA  | 38,05 |
| Brons  | Arnaldo da Silva Robson da Silva Édson Ribeiro André da Silva  | BRA  | 38,41 |
| 4      | Kostja Rurak Serhiy Osowych Oleh Kramarenko Slava Dologodin    | UKR  | 38,55 |
| 5      | Peter Karlsson Torbjörn Mårtensson Lars Hedner Patrik Strenius | SWE  | 38,67 |
| 6      | Andrés Simón Joel Lamela Joel Isasi Luis Pérez                 | CUB  | 39,39 |
|        | Hermann Lomba Régis Groisard Pascal Théophile Needy Guims      | FRA  | DNF   |
|        | Zakari Aziz Eric Nkansah Albert Agyemang Emmanuel Tuffour      | GHA  | DNS   |

### 4 × 400 m estafette
| rang   | sporter(s)                                                       | land | tijd    |
| ------ | ---------------------------------------------------------------- | ---- | ------- |
| Goud   | LaMont Smith Alvin Harrison Derek Mills Anthuan Maybank          | USA  | 2.55,99 |
| Zilver | Iwan Thomas Jamie Baulch Mark Richardson Roger Black             | GBR  | 2.56,60 |
| Brons  | Michael McDonald Roxbert Martin Greg Haughton Davian Clarke      | JAM  | 2.59,42 |
| 4      | Moustapha Diarra Aboubakry Dia Hachim Ndiaye Ibou Faye           | SEN  | 3.00,64 |
| 5      | Shunji Karube Koji Ito Jun Osakada Shigekazu Omori               | JPN  | 3.00,76 |
| 6      | Piotr Rysiukiewicz Tomasz Jędrusik Piotr Haczek Robert Maćkowiak | POL  | 3.00,96 |
| 7      | Carl Oliver Troy Mclntosh Dennis Darling Timothy Munnings        | BAH  | 3.02,71 |
|        | Samson Kitur Samson Yego Simon Kemboi Julius Chepkwony           | KEN  | DNS     |

### 20 km snelwandelen
| rang   | sporter(s)           | land | tijd    |
| ------ | -------------------- | ---- | ------- |
| Goud   | Jefferson Pérez      | ECU  | 1:20.07 |
| Zilver | Ilja Markov          | RUS  | 1:20.16 |
| Brons  | Bernardo Segura      | MEX  | 1:20.23 |
| 4      | Nick A'Hern          | AUS  | 1:20.31 |
| 5      | Risjat Sjafikov      | RUS  | 1:20.41 |
| 6      | Aigars Fadejevs      | LAT  | 1:20.47 |
| 7      | Michail Sjtsjennikov | RUS  | 1:21.09 |
| 8      | Robert Korzeniowski  | POL  | 1:21.13 |

### 50 km snelwandelen
| rang   | sporter(s)           | land | tijd    |
| ------ | -------------------- | ---- | ------- |
| Goud   | Robert Korzeniowski  | POL  | 3:43.30 |
| Zilver | Michail Sjtsjennikov | RUS  | 3:43.36 |
| Brons  | Valentí Massana      | ESP  | 3:44.19 |
| 4      | Arturo Di Mezza      | ITA  | 3:44.52 |
| 5      | Viktor Ginko         | BLR  | 3:45.27 |
| 6      | Ignacio Zamudio      | MEX  | 3:46.07 |
| 7      | Valentin Kononen     | FIN  | 3:47.40 |
| 8      | Sergej Korepanov     | KAZ  | 3:48.42 |

### hoogspringen
| rang   | sporter(s)         | land | hoogte    |
| ------ | ------------------ | ---- | --------- |
| Goud   | Charles Austin     | USA  | OR 2,39 m |
| Zilver | Artur Partyka      | POL  | 2,37 m    |
| Brons  | Steve Smith        | GBR  | 2,35 m    |
| 4      | Dragutin Topić     | YUG  | 2,32 m    |
| 5      | Steinar Hoen       | NOR  | 2,32 m    |
| 6      | Lambros Papakostas | GRE  | 2,32 m    |
| 7      | Tim Forsyth        | AUS  | 2,32 m    |
| 8      | Lee Jin-taek       | KOR  | 2,29 m    |

### polsstokhoogspringen
| rang   | sporter(s)        | land | hoogte |
| ------ | ----------------- | ---- | ------ |
| Goud   | Jean Galfione     | FRA  | 5,92 m |
| Zilver | Igor Trandenkov   | RUS  | 5,92 m |
| Brons  | Andrei Tivontchik | GER  | 5,92 m |
| 4      | Igor Potapovitsj  | KAZ  | 5,86 m |
| 5      | Pjotr Botsjkarjov | RUS  | 5,86 m |
| 6      | Dmitri Markov     | BLR  | 5,86 m |
| 7      | Tim Lobinger      | GER  | 5,80 m |
| 8      | Lawrence Johnson  | USA  | 5,70 m |

### verspringen
| rang   | sporter(s)          | land | afstand |
| ------ | ------------------- | ---- | ------- |
| Goud   | Carl Lewis          | USA  | 8,50 m  |
| Zilver | James Beckford      | JAM  | 8,29 m  |
| Brons  | Joe Greene          | USA  | 8,24 m  |
| 4      | Emmanuel Bangue     | FRA  | 8,19 m  |
| 5      | Mike Powell         | USA  | 8,19 m  |
| 6      | Gregor Cankar       | SLO  | 8,11 m  |
| 7      | Aleksandr Glovatsky | BLR  | 8,07 m  |
| 8      | Mattias Sunneborn   | SWE  | 8,06 m  |

### hink-stap-springen
| rang   | sporter(s)        | land | afstand    |
| ------ | ----------------- | ---- | ---------- |
| Goud   | Kenny Harrison    | USA  | OR 18,09 m |
| Zilver | Jonathan Edwards  | GBR  | 17,88 m    |
| Brons  | Yoelbi Quesada    | CUB  | 17,44 m    |
| 4      | Mike Conley       | USA  | 17,40 m    |
| 5      | Armen Martirosyan | ARM  | 16,97 m    |
| 6      | Brian Wellman     | BER  | 16,95 m    |
| 7      | Galin Georgijev   | BUL  | 16,92 m    |
| 8      | Robert Howard     | USA  | 16,90 m    |

### kogelstoten
| rang   | sporter(s)        | land | afstand |
| ------ | ----------------- | ---- | ------- |
| Goud   | Randy Barnes      | USA  | 21,62 m |
| Zilver | John Godina       | USA  | 20,79 m |
| Brons  | Oleksandr Bagatsj | UKR  | 20,75 m |
| 4      | Paolo Dal Soglio  | ITA  | 20,74 m |
| 5      | Oliver-Sven Buder | GER  | 20,51 m |
| 6      | Roman Virastjoek  | UKR  | 20,45 m |
| 7      | C. J. Hunter      | USA  | 20,39 m |
| 8      | Dragan Perić      | YUG  | 20,07 m |

### discuswerpen
| rang   | sporter(s)             | land | afstand |
| ------ | ---------------------- | ---- | ------- |
| Goud   | Lars Riedel            | GER  | 69,40 m |
| Zilver | Vladimir Dubrovsjtsjik | BLR  | 66,60 m |
| Brons  | Vasili Kaptsjoekh      | BLR  | 65,80 m |
| 4      | Anthony Washington     | USA  | 65,42 m |
| 5      | Virgilijus Alekna      | LTU  | 65,30 m |
| 6      | Jürgen Schult          | GER  | 64,62 m |
| 7      | Vitaly Sidorov         | UKR  | 63,78 m |
| 8      | Vaclovas Kidykas       | LTU  | 62,78 m |

### kogelslingeren
| rang   | sporter(s)        | land | afstand |
| ------ | ----------------- | ---- | ------- |
| Goud   | Balázs Kiss       | HUN  | 81,24 m |
| Zilver | Lance Deal        | USA  | 81,12 m |
| Brons  | Oleksiy Krykun    | UKR  | 80,02 m |
| 4      | Andriy Skvaruk    | UKR  | 79,92 m |
| 5      | Heinz Weis        | GER  | 79,78 m |
| 6      | Ilja Konovalov    | RUS  | 78,72 m |
| 7      | Igor Astapkovitsj | BLR  | 78,20 m |
| 8      | Sergei Alay       | BLR  | 77,38 m |

### speerwerpen
| rang   | sporter(s)     | land | afstand |
| ------ | -------------- | ---- | ------- |
| Goud   | Jan Železný    | CZE  | 88,16 m |
| Zilver | Steve Backley  | GBR  | 87,44 m |
| Brons  | Seppo Räty     | FIN  | 86,98 m |
| 4      | Raymond Hecht  | GER  | 86,88 m |
| 5      | Boris Henry    | GER  | 85,68 m |
| 6      | Sergej Makarov | RUS  | 85,30 m |
| 7      | Kimmo Kinunnen | FIN  | 84,02 m |
| 8      | Tom Pukstys    | USA  | 83,58 m |

### tienkamp
| rang   | sporter(s)        | land | punten |
| ------ | ----------------- | ---- | ------ |
| Goud   | Dan O'Brien       | USA  | 8824   |
| Zilver | Frank Busemann    | GER  | 8706   |
| Brons  | Tomáš Dvořák      | CZE  | 8664   |
| 4      | Steve Fritz       | USA  | 8644   |
| 5      | Eduard Hämäläinen | BLR  | 8613   |
| 6      | Erki Nool         | EST  | 8543   |
| 7      | Robert Změlík     | CZE  | 8422   |
| 8      | Ramil Ganijev     | UZB  | 8318   |

## Vrouwen

### 100 m
| rang   | sporter(s)           | land | tijd  |
| ------ | -------------------- | ---- | ----- |
| Goud   | Gail Devers          | USA  | 10,94 |
| Zilver | Merlene Ottey        | JAM  | 10,94 |
| Brons  | Gwen Torrence        | USA  | 10,96 |
| 4      | Chandra Sturrup      | BAH  | 11,00 |
| 5      | Marina Trandenkova   | RUS  | 11,06 |
| 6      | Natalja Voronova     | RUS  | 11,10 |
| 7      | Mary Onyali          | NGR  | 11,13 |
| 8      | Zjanna Pintoesevitsj | UKR  | 11,14 |

### 200 m
| rang   | sporter(s)          | land | tijd  |
| ------ | ------------------- | ---- | ----- |
| Goud   | Marie-José Pérec    | FRA  | 22,12 |
| Zilver | Merlene Ottey       | JAM  | 22,24 |
| Brons  | Mary Onyali         | NGR  | 22,38 |
| 4      | Inger Miller        | USA  | 22,41 |
| 5      | Galina Maltsjoegina | RUS  | 22,45 |
| 6      | Chandra Sturrup     | BAH  | 22,54 |
| 7      | Juliet Cuthbert     | JAM  | 22,60 |
| 8      | Carlette Guidry     | USA  | 22,61 |

### 400 m
| rang   | sporter(s)       | land | tijd     |
| ------ | ---------------- | ---- | -------- |
| Goud   | Marie-José Pérec | FRA  | OR 48,25 |
| Zilver | Cathy Freeman    | AUS  | 48,63    |
| Brons  | Falilat Ogunkoya | NGR  | 49,10    |
| 4      | Pauline Davis    | BAH  | 49,28    |
| 5      | Jearl Miles      | USA  | 49,55    |
| 6      | Fatima Yusuf     | NGR  | 49,77    |
| 7      | Sandie Richards  | JAM  | 50,45    |
| 8      | Grit Breuer      | GER  | 50,71    |

### 800 m
| rang   | sporter(s)              | land | tijd    |
| ------ | ----------------------- | ---- | ------- |
| Goud   | Svetlana Masterkova     | RUS  | 1.57,73 |
| Zilver | Ana Fidelia Quirot      | CUB  | 1.58,11 |
| Brons  | Maria Mutola            | MOZ  | 1.58,71 |
| 4      | Kelly Holmes            | GBR  | 1.58,81 |
| 5      | Jelena Afanasjeva       | RUS  | 1.59,57 |
| 6      | Patricia Djaté-Taillard | FRA  | 1.59,61 |
| 7      | Natalja Doekhnova       | BLR  | 2.00,32 |
| 8      | Toni Hodgkinson         | NZL  | 2.00,54 |

### 1500 m
| rang   | sporter(s)          | land | tijd    |
| ------ | ------------------- | ---- | ------- |
| Goud   | Svetlana Masterkova | RUS  | 4.00,83 |
| Zilver | Gabriela Szabó      | ROU  | 4.01,54 |
| Brons  | Theresia Kiesl      | AUT  | 4.03,02 |
| 4      | Leah Pells          | CAN  | 4.03,56 |
| 5      | Margaret Crowley    | AUS  | 4.03,79 |
| 6      | Carla Sacramento    | POR  | 4.03,91 |
| 7      | Ljoedmila Borisova  | RUS  | 4.05,90 |
| 8      | Małgorzata Rydz     | POL  | 4.05,92 |

### 5000 m
| rang   | sporter(s)      | land | tijd        |
| ------ | --------------- | ---- | ----------- |
| Goud   | Wang Junxia     | CHN  | OR 14.59,88 |
| Zilver | Pauline Konga   | KEN  | 15.03,49    |
| Brons  | Roberta Brunet  | ITA  | 15.07,52    |
| 4      | Michiko Shimizu | JPN  | 15.09,05    |
| 5      | Paula Radcliffe | GBR  | 15.13,11    |
| 6      | Jelena Romanova | RUS  | 15.14,09    |
| 7      | Elena Fidatov   | ROU  | 15.16,71    |
| 8      | Rose Cheruiyot  | KEN  | 15.17,33    |

### 10.000 m
| rang   | sporter(s)       | land | tijd        |
| ------ | ---------------- | ---- | ----------- |
| Goud   | Fernanda Ribeiro | POR  | OR 31.01,63 |
| Zilver | Wang Junxia      | CHN  | 31.02,58    |
| Brons  | Gete Wami        | ETH  | 31.06,65    |
| 4      | Derartu Tulu     | ETH  | 31.10,46    |
| 5      | Masako Chiba     | JPN  | 31.20,62    |
| 6      | Tegla Loroupe    | KEN  | 31.23,22    |
| 7      | Yuko Kawakami    | JPN  | 31.23,23    |
| 8      | Iulia Negura     | ROU  | 31.26,46    |

### marathon
| rang   | sporter(s)          | land | tijd    |
| ------ | ------------------- | ---- | ------- |
| Goud   | Fatuma Roba         | ETH  | 2:26.05 |
| Zilver | Valentina Jegorova  | RUS  | 2:28.05 |
| Brons  | Yuko Arimori        | JPN  | 2:28.39 |
| 4      | Katrin Dörre-Heinig | GER  | 2:28.45 |
| 5      | Rocío Ríos          | ESP  | 2:30.50 |
| 6      | Lidia Şimon         | ROU  | 2:31.04 |
| 7      | Manuela Machado     | POR  | 2:31.11 |
| 8      | Sonja Krolik        | GER  | 2:31.16 |

### 100 m horden
| rang   | sporter(s)           | land | tijd  |
| ------ | -------------------- | ---- | ----- |
| Goud   | Ludmila Engquist     | SWE  | 12,58 |
| Zilver | Brigita Bukovec      | SLO  | 12,59 |
| Brons  | Patricia Girard-Léno | FRA  | 12,65 |
| 4      | Gail Devers          | USA  | 12,66 |
| 5      | Dione Rose           | JAM  | 12,74 |
| 6      | Michelle Freeman     | JAM  | 12,76 |
| 7      | Natalja Sjekhodanova | RUS  | 12,80 |
| 8      | Lynda Goode          | USA  | 13,11 |

### 400 m horden
| rang   | sporter(s)          | land | tijd     |
| ------ | ------------------- | ---- | -------- |
| Goud   | Deon Hemmings       | JAM  | OR 52,82 |
| Zilver | Kim Batten          | USA  | 53,08    |
| Brons  | Tonja Buford-Bailey | USA  | 53,22    |
| 4      | Debbie Parris       | JAM  | 53,97    |
| 5      | Heike Meissner      | GER  | 54,03    |
| 6      | Rosey Edeh          | CAN  | 54,39    |
| 7      | Ionela Țârlea       | ROU  | 54,40    |
| 8      | Silvia Rieger       | GER  | 54,57    |

### 4 × 100 m estafette
| rang   | sporter(s)                                                                 | land | tijd  |
| ------ | -------------------------------------------------------------------------- | ---- | ----- |
| Goud   | Chryste Gaines Gail Devers Inger Miller Gwen Torrence                      | USA  | 41,95 |
| Zilver | Eldece Clarke Chandra Sturrup Sevatheda Fynes Pauline Davis                | BAH  | 42,14 |
| Brons  | Michelle Freeman Juliet Cuthbert Nicole Mitchell Merlene Ottey             | JAM  | 42,24 |
| 4      | Jekaterina Lesjtsjova Galina Maltsjoegina Natalja Voronova Irina Privalova | RUS  | 42,85 |
| 5      | Hioma Ajunwa Mary Tombiri-Shirey Christy Opara-Thompson Mary Onyali        | NGR  | 42,56 |
| 6      | Sandra Citte Odiah Sidibe Patricia Girard-Léno Marie-José Pérec            | FRA  | 42,76 |
| 7      | Sharon Cripps Kylie Hanigan Lauren Hewitt Jodi Lambert                     | AUS  | 43,70 |
| 8      | Angie Thorp Marcia Richardson Simmone Jacobs Katharine Merry               | GBR  | 43,93 |

### 4 × 400 m estafette
| rang   | sporter(s)                                                                    | land | tijd    |
| ------ | ----------------------------------------------------------------------------- | ---- | ------- |
| Goud   | Rochelle Stevens Maicel Malone Kim Graham Jearl Miles-Clark                   | USA  | 3.20,91 |
| Zilver | Olabisi Afolabi Fatima Yusuf Charity Opara Falilat Ogunkoya                   | NGR  | 3.21,04 |
| Brons  | Uta Rohländer Linda Kisabaka Anja Rücker Grit Breuer                          | GER  | 3.21,14 |
| 4      | Merlene Frazer Sandie Richards Juliet Campbell Deon Hemmings                  | JAM  | 3.21,69 |
| 5      | Tatjana Tsjebykina Svetlana Gontsjarenko Jekaterina Koelikova Olga Kotljarova | RUS  | 3.22,22 |
| 6      | Idalmis Bonne Julia Duporty Surella Morales Ana Fidelia Quirot                | CUB  | 3.25,85 |
| 7      | Nadeżda Kostovalová Ludmila Formanová Helena Fuchsová Hana Benešová           | CZE  | 3.26,99 |
| 8      | Francine Landre Viviane Dorsile Evelyne Elien Elsa De Vassoigne               | FRA  | 3.28,46 |

### 10 km snelwandelen
| rang   | sporter(s)             | land | tijd     |
| ------ | ---------------------- | ---- | -------- |
| Goud   | Jelena Nikolajeva      | RUS  | OR 41.49 |
| Zilver | Elisabetta Perrone     | ITA  | 42.12    |
| Brons  | Wang Yan               | CHN  | 42.19    |
| 4      | Gu Yan                 | CHN  | 42.34    |
| 5      | Rossella Giordano      | ITA  | 42.43    |
| 6      | Olja Kardapoltseva     | BLR  | 43.02    |
| 7      | Katarzyna Radtke       | POL  | 43.05    |
| 8      | Valentina Tsiboelskaja | BLR  | 43.21    |

### hoogspringen
| rang   | sporter(s)           | land | hoogte    |
| ------ | -------------------- | ---- | --------- |
| Goud   | Stefka Kostadinova   | BUL  | OR 2,05 m |
| Zilver | Níki Bakogiánni      | GRE  | 2,03 m    |
| Brons  | Inha Babakova        | UKR  | 2,01 m    |
| 4      | Antonella Bevilacqua | ITA  | 1,99 m    |
| 5      | Jelena Goeljajeva    | RUS  | 1,99 m    |
| 6      | Alina Astafei        | GER  | 1,96 m    |
| 6      | Tatjana Motkova      | RUS  | 1,96 m    |
| 6      | Nele Zilinskiene     | LTU  | 1,96 m    |

### verspringen
| rang   | sporter(s)           | land | hoogte |
| ------ | -------------------- | ---- | ------ |
| Goud   | Chioma Ajunwa        | NGR  | 7,12 m |
| Zilver | Fiona May            | ITA  | 7,02 m |
| Brons  | Jackie Joyner-Kersee | USA  | 7,00 m |
| 4      | Niki Xanthou         | GRE  | 6,97 m |
| 5      | Irina Tsjekhovtsova  | UKR  | 6,97 m |
| 6      | Agata Karczmarek     | POL  | 6,90 m |
| 7      | Nicole Boegman       | AUS  | 6,73 m |
| 8      | Tünde Vaszi          | HUN  | 6,60 m |

Iva Prandzjeva (BUL) eindigde als 7de (6,82 m), maar zij werd later wegens een positieve dopingtest gediskwalificeerd.

### hink-stap-springen
| rang   | sporter(s)       | land | hoogte     |
| ------ | ---------------- | ---- | ---------- |
| Goud   | Inessa Kravets   | UKR  | OR 15,33 m |
| Zilver | Inna Lassovskaja | RUS  | 14,98 m    |
| Brons  | Šárka Kašpárková | CZE  | 14,98 m    |
| 4      | Ashia Hansen     | GBR  | 14,49 m    |
| 5      | Olga Vasdeki     | GRE  | 14,44 m    |
| 6      | Ren Ruiping      | CHN  | 14,30 m    |
| 7      | Rodica Mateescu  | ROU  | 14,21 m    |
| 8      | Jelena Blazevica | LAT  | 14,12 m    |

Iva Prandzjeva (BUL) eindigde als 4de (14,92 m), maar zij werd later wegens een positieve dopingtest gediskwalificeerd.

### kogelstoten
| rang   | sporter(s)           | land | afstand |
| ------ | -------------------- | ---- | ------- |
| Goud   | Astrid Kumbernuss    | GER  | 20,56 m |
| Zilver | Sui Xinmei           | CHN  | 19,88 m |
| Brons  | Irina Khoedorosjkina | RUS  | 19,35 m |
| 4      | Vita Pavlitsj        | UKR  | 19,30 m |
| 5      | Connie Price-Smith   | USA  | 19,22 m |
| 6      | Stephanie Storp      | GER  | 19,06 m |
| 7      | Kathrin Neimke       | GER  | 18,92 m |
| 8      | Irina Korzjanenko    | RUS  | 18,68 m |

### discuswerpen
| rang   | sporter(s)           | land | afstand |
| ------ | -------------------- | ---- | ------- |
| Goud   | Ilke Wyludda         | GER  | 69,66 m |
| Zilver | Natalja Sadova       | RUS  | 66,48 m |
| Brons  | Ellina Zvereva       | BLR  | 65,64 m |
| 4      | Franka Dietzsch      | GER  | 65,48 m |
| 5      | Xiao Yanling         | CHN  | 64,72 m |
| 6      | Olga Tsjernjavskaja  | RUS  | 64,70 m |
| 7      | Nicoleta Grasu       | ROU  | 63,28 m |
| 8      | Lisa-Marie Vizaniari | AUS  | 62,48 m |

### speerwerpen
| rang   | sporter(s)      | land | afstand |
| ------ | --------------- | ---- | ------- |
| Goud   | Heli Rantanen   | FIN  | 67,94 m |
| Zilver | Louise Currey   | AUS  | 65,54 m |
| Brons  | Trine Hattestad | NOR  | 64,98 m |
| 4      | Isel López      | CUB  | 64,68 m |
| 5      | Xiomara Rivero  | CUB  | 64,48 m |
| 6      | Karen Forkel    | GER  | 64,18 m |
| 7      | Mikaela Ingberg | FIN  | 61,52 m |
| 8      | Li Lei          | CHN  | 60,74 m |

### zevenkamp
| rang   | sporter(s)          | land | punten |
| ------ | ------------------- | ---- | ------ |
| Goud   | Ghada Shouaa        | SYR  | 6780   |
| Zilver | Natalja Sazanovitsj | BLR  | 6563   |
| Brons  | Denise Lewis        | GBR  | 6489   |
| 4      | Urszula Włodarczyk  | POL  | 6484   |
| 5      | Eunice Barber       | SLE  | 6342   |
| 6      | Rita Ináncsi        | HUN  | 6336   |
| 7      | Sabine Braun        | GER  | 6377   |
| 8      | Kelly Blair         | USA  | 6307   |

## Medaillespiegel
| rang   | land               | goud | zilver | brons | totaal |
| ------ | ------------------ | ---- | ------ | ----- | ------ |
| 1      | Verenigde Staten   | 13   | 5      | 5     | 23     |
| 2      | Rusland            | 3    | 6      | 1     | 10     |
| 3      | Duitsland          | 3    | 1      | 3     | 7      |
| 4      | Frankrijk          | 3    | 0      | 1     | 4      |
| 5      | Ethiopië           | 2    | 0      | 1     | 3      |
| 6      | Canada             | 2    | 0      | 0     | 2      |
| 7      | Kenia              | 1    | 4      | 3     | 8      |
| 8      | Jamaica            | 1    | 3      | 2     | 6      |
| 9      | China              | 1    | 2      | 1     | 4      |
| 10     | Nigeria            | 1    | 1      | 2     | 4      |
| 11     | Polen              | 1    | 1      | 0     | 2      |
| 11     | Zuid-Afrika        | 1    | 1      | 0     | 2      |
| 13     | Oekraïne           | 1    | 0      | 3     | 4      |
| 14     | Tsjechië           | 1    | 0      | 2     | 3      |
| 15     | Finland            | 1    | 0      | 1     | 2      |
| 15     | Noorwegen          | 1    | 0      | 1     | 2      |
| 17     | Algerije           | 1    | 0      | 0     | 1      |
| 17     | Bulgarije          | 1    | 0      | 0     | 1      |
| 17     | Burundi            | 1    | 0      | 0     | 1      |
| 17     | Ecuador            | 1    | 0      | 0     | 1      |
| 17     | Hongarije          | 1    | 0      | 0     | 1      |
| 17     | Portugal           | 1    | 0      | 0     | 1      |
| 17     | Syrië              | 1    | 0      | 0     | 1      |
| 17     | Zweden             | 1    | 0      | 0     | 1      |
| 25     | Groot-Brittannië   | 0    | 4      | 2     | 6      |
| 26     | Wit-Rusland        | 0    | 2      | 2     | 4      |
| 26     | Italië             | 0    | 2      | 2     | 4      |
| 28     | Australië          | 0    | 2      | 0     | 2      |
| 28     | Namibië            | 0    | 2      | 0     | 2      |
| 30     | Cuba               | 0    | 1      | 1     | 2      |
| 30     | Spanje             | 0    | 1      | 1     | 2      |
| 32     | Bahama's           | 0    | 1      | 0     | 1      |
| 32     | Griekenland        | 0    | 1      | 0     | 1      |
| 32     | Roemenië           | 0    | 1      | 0     | 1      |
| 32     | Slovenië           | 0    | 1      | 0     | 1      |
| 32     | Zambia             | 0    | 1      | 0     | 1      |
| 32     | Zuid-Korea         | 0    | 1      | 0     | 1      |
| 38     | Marokko            | 0    | 0      | 2     | 2      |
| 38     | Trinidad en Tobago | 0    | 0      | 2     | 2      |
| 40     | Brazilië           | 0    | 0      | 1     | 1      |
| 40     | Japan              | 0    | 0      | 1     | 1      |
| 40     | Mexico             | 0    | 0      | 1     | 1      |
| 40     | Mozambique         | 0    | 0      | 1     | 1      |
| 40     | Oeganda            | 0    | 0      | 1     | 1      |
| 40     | Oostenrijk         | 0    | 0      | 1     | 1      |
| totaal | totaal             | 44   | 44     | 44    | 132    |

Athene 1896 · Parijs 1900 · St. Louis 1904 · Londen 1908 · Stockholm 1912 · Antwerpen 1920 · Parijs 1924 · Amsterdam 1928 · Los Angeles 1932 · Berlijn 1936 · Londen 1948 · Helsinki 1952 · Melbourne 1956 · Rome 1960 · Tokio 1964 · Mexico-stad 1968 · München 1972 · Montréal 1976 · Moskou 1980 · Los Angeles 1984 · Seoel 1988 · Barcelona 1992 · Atlanta 1996 · Sydney 2000 · Athene 2004 · Peking 2008 · Londen 2012 · Rio de Janeiro 2016  · Tokio 2020  · Parijs 2024  · Los Angeles 2028 
Medaillewinnaars mannen · vrouwen · gemengd
Atletiek · Badminton · Basketbal · Boksen · Boogschieten · Gewichtheffen · Gymnastiek · Handbal · Hockey · Honkbal · Judo · Kanovaren · Moderne vijfkamp · Paardensport · Roeien · Schermen · Schietsport · Schoonspringen · Softbal · Synchroonzwemmen · Tafeltennis · Tennis · Voetbal · Volleybal · Waterpolo · Wielersport · Worstelen · Zeilen · Zwemmen